# Wang Gang
王刚
Wang Gang (né en octobre 1942) est un homme politique chinois à la retraite. Il a occupé des postes de direction importants au sein du Parti communiste chinois (PCC) après 1999, notamment celui de directeur du Bureau général du PCC et de secrétaire du Secrétariat général . Il a été membre du Politburo de 2007 à 2012.

## Biographie
Wang Gang est né dans la province de Fuyu et a fait ses études dans le département de philosophie de l'université de Jilin. En en sort diplômé en 1967 et adhère au Parti communiste chinois en juin 1971, en pleine révolution culturelle. Entre 1977 et 1981, il travail pour le PCC au Xinjiang, et de 1981 à 1985, il devient secrétaire au bureau des relations avec Taiwan. Après avoir été responsable du bureau d'Etat des lettres et des appels, et de l'administration des archives d'Etat, il devient directeur du bureau général de 1999 à 2001.
Wang était membre suppléant du 15e Comité central du PCC, membre suppléant du 16e Politburo du PCC et secrétaire du Secrétariat du parti.
Il est devenu membre à part entière du 17e Politburo du PCC en 2007. Entre 2008 et 2013, Wang a été l'un des vice-présidents de la 11e Conférence consultative politique du peuple chinois (CCPPC) et secrétaire d'un comité de travail d'organes directement affiliés au Comité central du PCC.
Wang Gang s'est retiré de la vie publique en 2013.